# Andreas Johansson (football)
Pour les articles homonymes, voir Andreas Johansson.
Andreas Johansson, né le 5 juillet 1978, est un footballeur international suédois. Il joue au poste de milieu offensif avec l'équipe du Djurgårdens IF et avec la sélection suédoise.

## Biographie
Andreas Johansson commence sa carrière en Suède à Melleruds IF où il joue trois saisons pour 38 matchs et 11 buts. Il marque 10 buts dans sa dernière saison ce qui pousse les dirigeants de Degerfors IF de le recruter en janvier 1996, il joue régulièrement dans ce club pour en devenir une pièce maîtresse.
Il change de club en janvier 1999, pour un club un peu plus huppé le AIK Solna, mais c'est échec il est très peu utilisé et peine à confirmer, il joue seulement 12 fois dont 5 en tant que remplaçant.
Afin de relancer sa carrière en janvier 2000 il signe à Djurgårdens IF, c'est le club où il remporte quatre titres deux championnats et deux Coupes de Suède. Au total il marque 45 buts pour 124 matchs en championnat avec Djurgårdens IF.
Pour donner une autre dimension à sa carrière, il signe en Angleterre à Wigan pour 750 000 euros au mercato d'hiver 2005, Wigan joue alors en Deuxième division anglaise. Le 5 février 2005, il fait ses débuts sous ses nouvelles couleurs contre Stoke City en entrant à la 75e minute à la place de Gary Teale.
Johansson fait quelques bonnes apparitions sous le maillot de Wigan en marquant 4 buts en 16 matchs joués en Premier League. Il réalise également un bon parcours lors Coupe de la Ligue 2006/07 en marquant 3 buts. Mais sous les ordres de Paul Jewell il n'a pas trop sa chance et l'entraîneur le fait très peu jouer.
En 2007, il quitte Wigan pour revenir dans les pays scandinaves : au Danemark et AaB Ålborg l'accueil en tant que titulaire.
Le 21 octobre 2008, en phase de poules de la Ligue des champions il marque contre Villarreal CF à la 77e. Le 26 février 2009, il récidive encore une fois contre des Espagnols contre le Deportivo La Corogne en marquant à la 45e cette fois-ci en Coupe UEFA 2008-2009 lors des seizièmes de finale.

## Carrière internationale
Il fait ses débuts internationaux le 7 septembre 2002 contre la Lettonie pour les éliminatoires de l'Euro 2004 en rentrant à la 79e minutes à la place de Magnus Svensson. Il n'est pas sélectionné pour les Coupes du monde 2002 et 2006.

## Palmarès
| - Djurgårdens IF - Championnat de Suède - Vainqueur : 2002 et 2003. |  | - AaB Ålborg - Championnat du Danemark - Vainqueur : 2008. - Coupe du Danemark - Finaliste : 2009. |

## Carrière
| Saison      | Club           | Pays           | Championnat         | Coupes nationales | Coupes Continentales                | Sélection Suède |
| ----------- | -------------- | -------------- | ------------------- | ----------------- | ----------------------------------- | --------------- |
| 1993        | Melleruds IF   | Division 5     | 2 matchs            | -                 | -                                   | -               |
| 1994        | Melleruds IF   | Division 5     | 15 matchs / 1 but   | -                 | -                                   | -               |
| 1995        | Melleruds IF   | Division 5     | 21 matchs / 10 buts | -                 | -                                   | -               |
| 1996        | Degerfors IF   | Superettan     | 10 matchs / 1 but   | -                 | -                                   | -               |
| 1997        | Degerfors IF   | Superettan     | 23 matchs / 4 buts  | -                 | -                                   | -               |
| 1998        | Degerfors IF   | Superettan     | 23 matchs / 5 buts  | -                 | -                                   | -               |
| 1999        | AIK Solna      | Allsvenskan    | 12 matchs / 1 but   | -                 | 1 match (C1)                        | -               |
| 2000        | Djurgårdens IF | Allsvenskan    | 24 matchs / 7 buts  | -                 | -                                   | -               |
| 2001        | Djurgårdens IF | Allsvenskan    | 25 matchs / 5 buts  | -                 | -                                   | -               |
| 2002        | Djurgårdens IF | Allsvenskan    | 26 matchs / 10 buts | -                 | 6 matchs (C3)                       | 2 matchs        |
| 2003        | Djurgårdens IF | Allsvenskan    | 26 matchs / 12 buts | -                 | 2 matchs / 1 but (C1)               | 8 matchs        |
| 2004        | Djurgårdens IF | Allsvenskan    | 23 matchs / 11 buts | -                 | 4 + 2 matchs / 2 + 1 buts (C1 + C3) | 2 matchs        |
| 2004 - 2005 | Wigan AFC      | Championship   | 1 match             | -                 | -                                   | -               |
| 2005 - 2006 | Wigan AFC      | Premier League | 16 matchs / 4 buts  | 9 matchs / 3 buts | -                                   | -               |
| 2006 - 2007 | Wigan AFC      | Premier League | 12 matchs           | 2 matchs          | -                                   | 1 match         |
| 2007 - 2008 | AaB Ålborg     | Superligaen    | 31 matchs / 7 buts  | -                 | 2 + 8 matchs / 1 + 1 buts (CI + C3) | 2 matchs        |
| 2008 - 2009 | AaB Ålborg     | Superligaen    | 30 matchs / 6 buts  | 1 match           | 9 + 4 matchs / 2 + 1 buts (C1 + C3) | 1 match         |
| 2009 - 2010 | AaB Ålborg     | Superligaen    | 32 matchs / 8 buts  | 1 match           | 2 matchs / 1 but (C3)               | -               |
| 2010 - 2011 | OB Odense      | Superligaen    | 28 matchs / 4 buts  | 1 match           | 8 matchs / 1 but (C3)               | -               |
| 2011 - 2012 | OB Odense      | Superligaen    | 23 matchs / 3 buts  | -                 | 10 matchs / 2 buts (C3)             | -               |
| 2012 - 2013 | OB Odense      | Superligaen    | 12 matchs / 2 buts  | 3 matchs / 2 buts | -                                   | -               |
| 2013        | Djurgårdens IF | Allsvenskan    | 12 matchs / 1 but   | 6 matchs / 2 buts | -                                   | -               |

Dernière mise à jour le 2 juillet 2013